# Erophiloscia longistyla
Erophiloscia longistyla är en kräftdjursart som beskrevs av Albert Vandel 1972. Erophiloscia longistyla ingår i släktet Erophiloscia och familjen Philosciidae. Inga underarter finns listade i Catalogue of Life.